# ジャバへの順風
ジャバへの順風（ジャバへのじゅんふう、en:Fair Wind to Java）は、1953年に公開されたアメリカ合衆国のアドベンチャー映画。
テクニカラー、配給リパブリック・ピクチャーズ。製作、監督ジョセフ・ケイン。主演フレッド・マクマレイ、ヴェラ・ラルストン。特殊効果ライデッカ兄弟。
この映画はガーランド・ロークの1948年の小説を原作としている。

## キャスト
| 役名         | 俳優                       | 日本語吹替                                 |
| 役名         | 俳優                       | 日本テレビ版                               |
| ------------ | -------------------------- | ------------------------------------------ |
| ボール船長   | フレッド・マクマレイ       | 木村幌                                     |
| キムキム     | ヴェラ・ラルストン         | 中町由子                                   |
| エベニーザ   | ロバート・ダグラス         | 宮部昭夫                                   |
| フリント     | ジョン・ラッセル           | 村瀬正彦                                   |
| エイハブ     | ウィリアム・マーフィー     | 平井俊明                                   |
| チェス       | クロード・ジャーマン・Jr． | 井上真樹夫                                 |
| オブライエン | ヴィクター・マクラグレン   | 藤岡琢也                                   |
| ウィルスン   | ポール・フィックス         | 永井一郎                                   |
| リーダー     | ハワード・ペトリー         | 雨森雅司                                   |
| ブルー       | グラント・ウィザース       | 松村彦次郎                                 |
| 老人         |                            | 田村錦人                                   |
| カン         |                            | 天津敏                                     |
| ホポ         |                            | 小林修                                     |
| 海賊(1)      |                            | 小林和夫                                   |
| 海賊(2)      |                            | 芹川洋                                     |
| 海賊(3)      |                            | 木谷省三                                   |
| 海賊(4)      |                            | 外地宏治                                   |
| パタダ       |                            | 天津敏                                     |
| ホポ         |                            | 高山正也                                   |
| 水夫         |                            | 愛川欽也                                   |
| ナレーション | N/A                        | 若山弦蔵                                   |
|              |                            |                                            |
| 演出         | 演出                       | 好川純                                     |
| 翻訳         | 翻訳                       | 佐藤一公                                   |
| 効果         | 効果                       | 美見和良/六川渉右                          |
| 調整         |                            |                                            |
| 制作         | 制作                       | 東京プロモーション                         |
| 解説         |                            |                                            |
| 初回放送     | 初回放送                   | 1963年7月11日 『土曜映画劇場』 20:00-21:26 |